# Camperol de Nova Guinea
El camperol de Nova Guinea (Cincloramphus macrurus) és una espècie d'ocell de la família dels locustèl·lids (Locustellidae). És endèmic de l'illa de Nova Guinea. El seus hàbitat principal són els herbassars tropicals i subtropicals temporalment humids o inundables i les zones humides. El seu estat de conservació es considera de risc mínim.